# Sloanea perbella
Sloanea perbella är en tvåhjärtbladig växtart som beskrevs av Albert Charles Smith. Sloanea perbella ingår i släktet Sloanea och familjen Elaeocarpaceae. Inga underarter finns listade i Catalogue of Life.